# David Adams Richards
Pour les articles homonymes, voir Richards.
David Adams Richard (né le 17 octobre 1950) est un auteur canadien.
Il est né à Newcastle, au Nouveau-Brunswick, et il est un auteur de fiction, de scénarios et de poésie. Il est diplômé de l'Université Saint-Thomas à Fredericton.
David Adams Richards a reçu de nombreuses récompenses, dont un Gemini Award pour l'écriture de Small Gifts ; la récompense Alden Nowlan dans la catégorie Excellence dans les Arts ; la récompense de association des auteurs canadiens (Canadian Authors Association) pour son roman Evening Snow Will Bring Such Peace. Il remporta également, avec un associé, en 2000, le Prix Giller pour Mercy Among The Children.
Richard est l'un des trois écrivains à avoir remporté le Prix du Gouverneur général dans les deux catégories fiction et non-fiction, la première avec Nights Below Station Street en 1988 et la deuxième avec Lines on the Water : a Fisherman's Life on the Miramichi en 2000.

## Œuvres
- The coming of winter 1974
- Blood ties 1976
- Dancers at night 1978
- Lives of short duration 1981
- Road to the Stilt house 1985
- Nights below station street 1988
- Evening snow will bring such peace 1990
- For those who hunt the wounded down 1993
- A lad from Brantford and other essays 1994
- Hope in the desperate hour 1996
- Hockey dreams : memories of a man who couldn't play 1996
- Lines on the water : a fisherman's life on the miramichi 1998
- The bay of love and sorrows 1998
- Mercy among the children 2000
- River of the broken-hearted 2004